# Sidalcea celata
Sidalcea celata là một loài thực vật có hoa trong họ Cẩm quỳ. Loài này được (Jeps.) S.R. Hill mô tả khoa học đầu tiên năm 2009.